# Latton, Essex
Latton är en ort i distriktet Harlow i grevskapet Essex i England. Orten är belägen 9 km från Epping. Parish hade 212 invånare år 1931. År 1949 blev den en del av Harlow och North Weald Bassett. Byn nämndes i Domedagsboken (Domesday Book) år 1086, och kallades då Lattuna.